# 西鉄線
西鉄線（せいてつせん、にしてつせん）は、 かつて香港九龍の紅磡駅と新界の屯門駅を結んでいた香港鉄路有限公司 (港鉄（MTR）) の鉄道路線。2021年6月27日に屯馬線に併合された。

## 概要
当路線は、2006年に開通した比較的新しい路線である。開通当初は、九龍半島西側の「南昌（Nam Cheong）」と、新界西部の「屯門（Tuen Mun）」とを結んでいた。かつて、新界地域と香港中心部を結ぶ路線はバス便しかなく、ベッドタウンであるにもかかわらず交通の便は良いとは言えなかったが、この路線の開通により利便は飛躍的に向上した。新界北西部では既にLRT（軽便鉄道）が開通しており、当路線とLRTがリンクする事によりこの地域の移動が非常に容易となった。
また2009年8月16日に延伸し、南昌駅から柯士甸駅、尖東駅を通って紅磡駅と接続、東鉄線の終点は尖東駅から紅磡駅に戻された。これにより新界北西部が尖沙咀、紅磡両地区と乗り換えなしで直結されることになるとともに、東鉄線経由での新界北東部および中国本土へのアクセスが可能になった。
2021年6月27日に屯馬線開業で大囲まで路線が延伸され馬鞍山線と接続された。

## 歴史
- 2001年10月2日：着工。
- 2004年10月24日：東鉄線 紅磡 - 尖東間開業。
- 2006年12月20日：南昌 - 屯門間 開業。SP1900形電車7両編成22本が投入されている。全ての駅にホームドアがある。
- 2009年8月16日：延伸区間 (尖東 - 南昌、計画名九龍南線）が開業。また紅磡 - 尖東間が当路線へ編入される、7両編成6本が追加投入されている。
- 2016年1月2日：ラッシュ時に激い混雑緩和を図り、および沙田至中環線の建設伴い、8両編成のSP1900形電車運行開始。
- 2018年5月27日：全列車8両編成化完了。

## 路線データ
- 路線距離（営業キロ）：35.7 km
- 駅数：12駅
- 複線区間：全線（ただし紅磡 - 尖東間は単線並列）
- 軌間：1,435 mm（標準軌）
- 電化区間：全線（交流 25,000 V・50 Hz）
- 車両基地：八郷車両基地
- 閉塞方式：Seltrac IS車内信号閉塞式（LZB+TASC）
- 地上区間：錦上路駅東南 - 屯門駅間、美孚駅 - 南昌駅間、紅磡駅
- 走行方向：左側通行

## 運行形態
- 2016年現在、紅磡 - 屯門間普通列車（各駅停車）のみの運転である。
- 通勤・通学ラッシュ激しい混雑の緩和を図り、平日朝8時台に天水囲発紅磡行2本および平日昼18時台帰宅時間帯に南昌駅発屯門行が1本設定されている。
- 早朝に東鉄線接続と早朝・ラッシュ時間帶に八郷メンテナンスセンターの車両出入庫のため、一部列車に紅磡 - 尖東・美孚間運転と、錦上路発屯門行の列車も設定されている。

## 車両

### 現有車両
- 九広鉄路SP1900形電車（契約番号SP1900）
  - 2018年6月から、全列車5ドア通勤電車が8両編成36本を投入されている。
    - 8両編成運用前、7両編成28本を投入されている。22本は2002ど2003年新製、4本は2007年新製、2本は2007年元馬鞍山線のE500番台電車（契約番号SP1950）4両編成2本転入改造および各編成3両の中間車增結編成組み替え。
    - 8両編成は一部元東鉄線用E200番台12両編成、および元馬鞍山線用E500番台4両編成を西鉄線に転属・改造し、MTR初のドア鴨居部および車端部にLCD案内表示機が設置され、ドア鴨居部には次駅などを、車端部画面には次駅と行き先を表示。7両編成の車両も2018年5月末までに8両化改造を見込んでいる。

  - 2014年、沙田至中環線の建設に伴い、伊藤忠商事・川崎重工・近畿車輛3社連合 (IKK-Consortium) に348両改造（E200・E300・E500番台全車両）ならびに中間車36両に8両編成17本計136両の新造を発注した。東鉄線E200番台のうち「頭等車」（グリーン車）は普通車への格下げ改造を行う。なお、組み換えにより発生する余剰の先頭車は廃車になる見込みである。

## 駅一覧
| 駅名     | 駅名         | 駅名         | 駅名               | 開業年月日     | 駅間 キロ (km) | 累計 キロ (km) | 接続路線・備考                                                                           | 所在地          | 所在地   |
| 日本語   | 繁体字香港語 | 簡体字中国語 | 英語               | 開業年月日     | 駅間 キロ (km) | 累計 キロ (km) | 接続路線・備考                                                                           | 所在地          | 所在地   |
| 屯門駅   | 屯門站       | 屯门站       | Tuen Mun           | 2003年12月20日 |                | 0.0            | ■軽鉄屯門駅・河田駅 （系統：505・507・751）                                              | 香港 特別行政区 | 屯門区   |
| 兆康駅   | 兆康站       | 兆康站       | Siu Hong           | 2003年12月20日 | 1.93           | 1.93           | ■軽鉄兆康駅 （系統：505・610・614・614P・615・615P・751）                                | 香港 特別行政区 | 屯門区   |
| 天水囲駅 | 天水圍站     | 天水围站     | Tin Shui Wai       | 2003年12月20日 | 4.95           | 6.88           | ■軽鉄天水囲駅・天耀駅 （系統：705・706・751・751P・761P）                                | 香港 特別行政区 | 元朗区   |
| 朗屏駅   | 朗屏站       | 朗屏站       | Long Ping          | 2003年12月20日 | 2.33           | 9.21           |                                                                                          | 香港 特別行政区 | 元朗区   |
| 元朗駅   | 元朗站       | 元朗站       | Yuen Long          | 2003年12月20日 | 1.02           | 10.23          | ■軽鉄元朗駅 （系統：610・614・615・761P）                                                | 香港 特別行政区 | 元朗区   |
| 錦上路駅 | 錦上路站     | 锦上路站     | Kam Sheung Road    | 2003年12月20日 | 3.36           | 13.59          |                                                                                          | 香港 特別行政区 | 元朗区   |
| 荃湾西駅 | 荃灣西站     | 荃湾西站     | Tsuen Wan West     | 2003年12月20日 | 8.92           | 22.51          |                                                                                          | 香港 特別行政区 | 荃湾区   |
| 美孚駅   | 美孚站       | 美孚站       | Mei Foo            | 2003年12月20日 | 4.39           | 26.90          | ■荃湾線 （改札内連絡通路接続）                                                           | 香港 特別行政区 | 深水埗区 |
| 南昌駅   | 南昌站       | 南昌站       | Nam Cheong         | 2003年12月16日 | 2.38           | 29.28          | ■東涌線                                                                                  | 香港 特別行政区 | 深水埗区 |
| 柯士甸駅 | 柯士甸站     | 柯士甸站     | Austin             | 2009年8月16日  | 2.79           | 32.07          | ■東涌線 ■機場快線 （機場・博覧館へ利用のみ） （九龍駅） ■広深港高速鉄道 （香港西九龍駅） | 香港 特別行政区 | 油尖旺区 |
| 尖東駅   | 尖東站       | 尖东站       | East Tsim Sha Tsui | 2004年10月24日 | 1.70           | 33.77          | ■荃灣線 （尖沙咀駅） （改札外地下通路接続）                                              | 香港 特別行政区 | 油尖旺区 |
| 紅磡駅   | 紅磡站       | 红磡站       | Hung Hom           | 1975年11月30日 | 1.15           | 34.92          | ■東鉄線 （紅磡駅） ■城際直通車 （香港紅磡駅）                                            | 香港 特別行政区 | 油尖旺区 |

## 事故
2007年2月14日9時15分（現地時間）SP1900形電車がトンネル内で火災を起こして緊急停車。約650人の乗客がトンネル内を約2キロ歩いて避難するという事故があった。煙を吸い込んだ乗客11人が病院に運ばれたが、死者や重傷者はなかった。火災は2回の爆発を伴ったという。現地報道では車両の屋根に取りつけられた変圧器からオイルが漏れ、それに引火したのが原因だとの見方が伝えられている。